# Fiorenza II Sanudo
Fiorenza II Sanudo (? - 1437) fou duquessa de Naxos el 1383 i nominalment fins a la seva mort.
Era filla de Marco Sanudo, al seu torn fill (tercer) del duc Guillem I Sanudo. El 1383 en un cop d'estat del senyor de Milos, Francesc I Crispo, el duc Nicolau III dalle Carceri fou assassinat; Francesc estava casat amb Fiorenza i va acceptar la successió en nom de la seva dona. Els drets de les hereves legítimes, Maria i Elisabet Sanudo, filles de Fiorenza I Sanudo foren ignorats; la primera fou expulsada d'Andros, es va haver de conformar amb Paros i Antiparos i encara casant-se amb Gaspar di Sommaripa (però finalment va rebre un terç d'Eubea de Venècia). Elisabet fou promesa amb Jaume I Crispo, fill de Francesc I i de Fiorenza. Va quedar vídua el 1397 però el seu fill Jaume va agafar la direcció dels afers. Va morir el 1437.